# Перечень Халейгов
«Перечень Халейгов» (норв. Háleygjatal) — поэма, созданная приблизительно в 985 году норвежским скальдом Эйвиндом Погубителем Скальдов. Представляет собой генеалогическую хвалебную песнь, обращённую к ярлу Хакону Могучему, правившему тогда всей Норвегией (халейги — уроженцы Халогаланда, откуда родом был ярл). Автор перечисляет предков Хакона в 27 поколениях, дойдя до верховного бога Одина, и таким образом показывает ярла человеком не менее знатным, чем его политические конкуренты — короли из рода Инглингов, возводившие свою генеалогию к Фрейру.
«Перечень Халейгов» написан стихотворным размером квидухатт — двухтактным размером без внутренних или конечных рифм, предполагающим чередование трёхсложных строк с четырёхсложными. Исследователи полагают, что Эйвинд подражал «Перечню Инглингов» или более раннему произведению, ставшему общим образцом. Его «Перечень» сохранился только частично: его цитирует автор «Саги об Инглингах» («Круг Земной»), рассказывая о предке ярла Хакона Сэминге, сыне Одина и Скади, бывшей прежде женой Ньёрда (предка Инглингов).